# Matías Fernández-Pardo
Matías Fernández Picogna (Bruselas, 3 de febrero de 2005), conocido como Matías Fernández-Pardo, es un futbolista español que juega de delantero en el Lille O. S. C. de la Ligue 1.

## Trayectoria

### Gante
Debutó como profesional con el K. A. A. Gante belga en un partido de la Liga Europa Conferencia de la UEFA 2022-23 el 9 de marzo de 2023, frente al İstanbul Başakşehir, en el que salió en el minuto 85 en sustitución de Hugo Cuypers.

### Lille
Tras una gran temporada 2023-24, y tras haber despertado el interés de equipos como el Bayer Leverkusen o el Real Valladolid, fichó por Lille O. S. C. de la Ligue 1 a cambio de 10 millones más 2 en variables.
El 10 de noviembre de 2024 marcó su primer gol con el Lille en un partido de la Ligue 1 que terminó con empate 2-2 frente al O. G. C. Niza.

## Selección nacional
Nacido en Bélgica, es de ascendencia española e italiana gracias a su padre y su madre, respectivamente.
Ha sido internacional sub-15, sub-17, sub-18 y sub-19 con la selección de fútbol de Bélgica.
Posee la doble nacionalidad española, por lo que sería elegible para jugar con la selección de fútbol de España.

## Clubes
| Club              | País    | Año       |
| ----------------- | ------- | --------- |
| K. A. A. Gante II | Bélgica | 2022-2023 |
| K. A. A. Gante    | Bélgica | 2023-2024 |
| Lille O. S. C.    | Francia | 2024-act. |